# Václav Vojtěch
Václav Vojtěch (29. listopadu 1901 Skřivany – 6. srpna 1932 Labe u Sadské) byl český geograf, cestovatel a polárník.

## Životopis
Narodil se v rodině lesního správce Františka Vojtěcha a Rosy Vojtěchové-Doležalové. Měl tři sourozence: Františka, Annu Dufkovou (1907–2009) a Eduarda. Oženil se s Boženou Čapkovou (1905–1942), spolu měli syna Vojtěcha (1926), který byl od roku 1940 nezvěstný.
V Novém Bydžově vystudoval roku 1919 gymnázium, kde ho pro zeměpis nadchl učitel V. Veselý. Ve stejném roce vystoupil z katolické církve. Roku 1928 ukončil studium na Filozofické fakultě Univerzity Karlovy v Praze rigorózními zkouškami z českých dějin, zeměpisu a filozofie.
Po celou dobu univerzitních studií si Vojtěch všímal všeho, co přinášeli ze svých cest tehdejší cestovatelé. Navazoval styky se sovětským polárním badatelem Rudolfem Samojlovičem, pokoušel se i o styk s polárníky britskými.
V roce 1922 byl vyslán Českým zeměpisným archivem do Paříže, aby zpracoval materiál z první světové války. V roce 1928 se stal redaktorem tiskové kanceláře Central European Press, kde se při zpracování zahraničních zpráv dozvěděl o plánech expedice Richarda Evelyna Byrda k Jižnímu pólu. Hlavním vědeckým cílem této výpravy bylo poodhalit do té doby dosud nerozřešené tajemství Antarktidy – zda jde o skutečný kontinent, nebo pouhé souostroví spojené ledem. I další záměry byly vědecké – přezimování na základně umístěné na Rossově šelfovém ledovci spojené s meteorologickými, glaciologickými, geologickými aj. průzkumy, letecká rekognoskace nových oblastí a první letecký přelet jižního geografického pólu.
Na sponzorování Vojtěchovy cesty se podíleli kromě jeho domovské tiskové kanceláře i prezident republiky Tomáš Garrigue Masaryk, podnikatel Tomáš Baťa a nakladatelství Melantrich, se kterým se Vojtěch domluvil na posílání reportáží. Prostřednictvím amerického bankéře českého původu Tomáše Čapka zaslal Vojtěch Byrdovi osobní dopis, kde ho žádal o účast na expedici, ale byl odmítnutý. Přes první odmítnutí opět znovu intervenoval a riskoval dokonce – i přes opětovný nesouhlas Byrdových tajemníků – odjezd přes Anglii (Southampton) a Panamský průplav na Nový Zéland (Wellington), středisko a východisko Byrdovy výpravy. Zde byl přijat do expedice, jako coalpasser – topič zásobovací lodi expedice Eleanor Bolling.
Při druhé plavbě jmenované lodi, opět z Nového Zélandu, povýšil dr. Vojtěch z práce topiče na funkci messmana – číšníka. Jako první Čech, vstoupil dne 27. ledna 1929 při vykládání lodních zásob na pobřežní led při Velrybím zálivu Rossova moře na 78°30' jižní šířky a 163°53' západní délky, na pobřeží Antarktidy.
Na Nový Zéland se následně vracel vlajkovou lodí výpravy The City of New York. Působil na ní jako námořník. V nové funkci byl spokojen, protože mohl získávat teoretické poznatky i praktické zkušenosti pro polární výzkum. Když prodělal v novozélandských Alpách výcvik psovoda polárních psů, vrátil se v další funkci se psím spřežením s lodí „The City od New York“ zpět k antarktickým břehům.
Tentokrát navštívil Byrdovu základnu Malá Amerika. Odtud byl dosažen první letecký přelet jižního pólu, zde bylo shromážděno mnoho nových cenných vědeckých poznatků o Antarktidě, objevena nová území a potvrzen předpoklad samostatného kontinentu. Dr. Vojtěch se se svým psím spřežením podílel na urychlené evakuaci Malé Ameriky, neboť ledové poměry v Rossově moři hrozily tehdy druhým, tentokrát neplánovaným přezimováním. Dne 19. února 1930 opustil Vojtěch jako poslední člen expedice břehy Antarktidy.
Návrat do Spojených států byl triumfální. Členy expedice čekala veřejná jízda (hold) otevřeným autem po newyorském bulváru Broadway, přijal je v osobní audienci prezident Herbert Hoover, kongres je vyznamenal Zlatou medailí Kongresu Spojených států, nejvyšším americkým civilním vyznamenáním. Dr. Václav Vojtěch byl prvním Čechem, jemuž bylo uděleno toto vzácné ocenění za významné zásluhy. V červenci 1930 se Vojtěch vrátil do vlasti již jako uznávaný polárník.

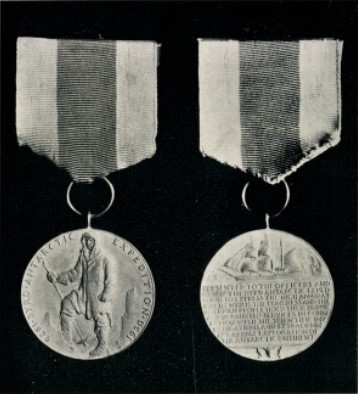
Byrd Antarctic Expedition 1928–1930

Své zážitky a dojmy popsal na přednáškách, v novinových článcích a také v knize Námořníkem, topičem a psovodem za jižním polárním kruhem, jež je svědectvím o organizaci a průběhu polárních výprav v první třetině 20. století. V srpnu roku 1932 měl odcestovat na Aljašku a připojit se k Aleši Hrdličkovi při studiu polárního klimatu, geologie a geografie, ale při návštěvě přátel utonul při převrácení kánoe v Labi nedaleko Sadské.
Jeho osobnosti i jeho výpravě do Antarktidy je věnována expozici muzea v Novém Bydžově. V rodných Skřivanech připomíná památku slavného rodáka pamětní deska na rodné myslivně a čtyřistaletý památkově chráněný Vojtěchův dub pod hájovnou, v obci pak pomník.
Od roku 1986 se v Krkonoších na jeho památku každoročně pořádá závod psích spřežení. Jedná se o závod, v němž družstvo tvoří musher se psím spřežením a lyžař. Závod je inspirován dlouhými traily arktickými pustinami, při nichž si musher veze vše potřebné s sebou.

### Poznámka 1
V roce 2003 obdržel vyznamenání Kongresu Spojených států, jako druhý český občan, bývalý český prezident Václav Havel. Bylo však nižšího stupně než Vojtěchovo. 

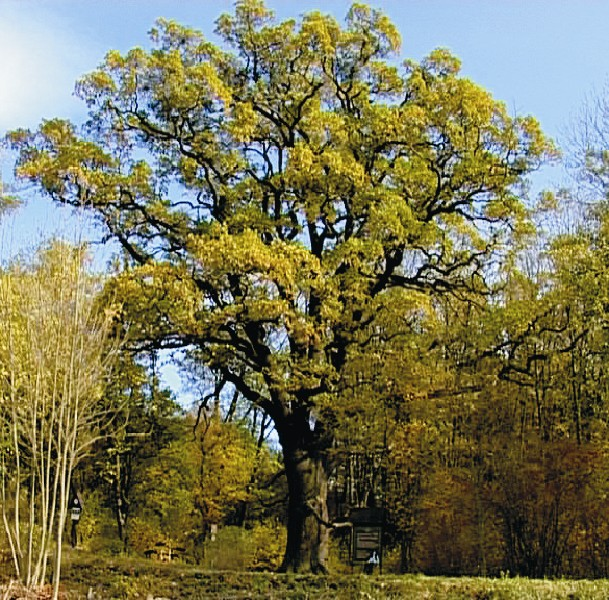
Vojtěchův dub – 400 let, obvod kmene 690 cm

### Poznámka 2
Další čeští polárníci vstoupili na území Antarktidy až po druhé světové válce. Druhým byl Antonín Mrkos, třetím Stanislav Bártl, čtvrtým Oldřich Praus a pátým Oldřich Kostka.

## Dílo
- Činnost české kolonie v Paříži v rámci československého hnutí ve Francii: disertační práce – 1928
- Karlova universita a naše vysoké školy za prvých deset let Československé republiky – Praha: Přírodovědecká fakulta, 1930
- Smečka Jižního pólu: román z Antarktiku – Jaromír Václav Šmejkal za součinnosti V. Vojtěcha; ilustroval Jan Goth; fotografie a mapka od V. Vojtěcha. Praha: Alois Neubert, 1931
- Námořníkem, topičem a psovodem za jižním polárním kruhem – Praha: nákladem vlastním, 1932
- Námořníkem, topičem a psovodem za jižním polárním kruhem. 2. vyd. Praha: Olympia, 1968.